# ملف الفهرس
ملف الفهرس (index.dat) في نظام تشغيل مايكروسوفت ويندوز، هو ملف يستعمل من قبل متصفح الويب إنترنت إكسبلورير. وملف index.dat يعمل كقاعدة بيانات نشطة، تعمل طوال فترة عمل الويندوز. ويعمل أيضاً كمستودع للمعلومات الزائدة، مثل الويب URLs، واستفسارات البحث التي قام بها المستخدم، والملفات التي فتحت مؤخراً.